# Scheffauer
Der Scheffauer ist ein 2111 m ü. A. hoher Berg im Kaisergebirge in den Nördlichen Kalkalpen. Er bildet den westlichen Eckpfeiler des Wilden Kaisers und zählt zu den am stärksten besuchten Gipfeln im Kaisergebirge.

## Lage
Der Scheffauer gehört zu den niedrigeren Gipfeln im Wilden Kaiser und schließt den Hauptkamm dieses Gebirgszugs im Westen ab. Nach Süden und Norden stürzt er mit mächtigen, bis zu 600 Meter hohen Felswänden ab. Am südlichen Fuß des Scheffauers liegt der Hintersteiner See, westlich schließt der selten besuchte Zettenkaiser an, während im nach Osten ziehenden Kamm die Hackenköpfe anschließen. Eine lohnende, aber schwierige Tour führt über diesen Grat bis zum Sonneck. Der Gipfel gehört zum Gemeindegebiet von Scheffau am Wilden Kaiser, wobei direkt am Gipfelkreuz die Grenze zur Gemeinde Kufstein verläuft.

## Routen
Auf den Scheffauer gibt es zwei häufig begangene Routen, beide sind markiert und ausreichend gesichert. 
- von Süden: Der Normalweg beginnt bei Scheffau am Wilden Kaiser und führt vom Gasthaus Bärnstatt über die Steiner-Hochalm, ein breites Geröllfeld und die schrofige Südflanke steil und sonnig, und im oberen Teil stellenweise ausgesetzt (mehrere Stellen Schwierigkeitsgrad I, zwei felsige Passagen mit Drahtseil versichert und mit einigen Eisenbügeln entschärft im Bereich des sogenannten „Wasserlochs“) zum Gipfelkreuz. Trittsicherheit und Schwindelfreiheit erforderlich. Gehzeit: 3,5 Stunden.

- von Norden: Der Ausgangspunkt für diese Route ist die private Kaindlhütte auf der Steinbergalm. Von dort geht es zunächst auf einem Bergsteig bis zum "großen Friedhof" und im oberen Teil über den Widauersteig (gesicherter Klettersteig, Schwierigkeitsgrad A/B) durch die schattige Nordflanke weitgehend über Felsgelände auf den Gipfel, anspruchsvoller als die Südroute jedoch sehr gut versichert (Drahtseile und teils Eisenbügel), Trittsicherheit und Schwindelfreiheit erforderlich. Gehzeit ab Kaindlhütte: 2,5 Stunden.